# Lasiopodomys fuscus
Lasiopodomys fuscus — третий и наименее изученный вид из рода Lasiopodomys подсемейства полевок (Arvicolinae). Встречается в высокогорьях Тибета на юге провинции Цинхай (КНР).

## Типовая серия
Вид описан Е. А. Бихнером в 1889 году по сборам Н. М. Пржевальского 1884 года. При первоописании Бихнер рассматривал этот вид  в качестве тёмной вариации тибетской полёвки (Phaiomys leucurus). 
Первоописание принадлежит русскому естествоиспытателю немецкого происхождения Евгению Бихнеру, который описал этот вид в 1889 году, используя особей из района Чжидой в районе Юйшу в верховьях Тунтянь Хэ в Цинхае.
В 2003 году лектотип выделен Г. И. Барановой и И. М. Громовым - № С 2327, самец, Северо-восточный Тибет, май 1884 года, сборы Н. М. Пржевальского.

## Описание
Длина тела (включая голову) составляет от 11,0 до 15,0 см, длина хвоста от 2,2 до 3,1 см, вес от 30 до 58 г. Длина стопы от 18 до 22 мм, длина уха от 14 до 19 мм. Окраска тела животных серовато-коричневая, по бокам туловища довольно резко отделена от серо-песчаной окраски брюха. Хвост явно двухцветный, с коричневой верхней и песчаной нижней стороной. Внешняя поверхность кистей и стоп серовато-песчаного цвета.  
Череп имеет длину от 26 до 32 миллиметров. Как и у всех видов этого рода, коренные зубы не имеют корней и постоянно растут. Характерные особенности зуба связаны со строением нижнего коренного зуба m2, который, в отличие от  полёвки Брандта (Lasiopodomys brandtii) и китайской полевки (Lasiopodomys mandarinus), имеет два перевернутых и сходящихся треугольника на верхней стороне после передней призмы и замкнутый треугольник вместо типичных трёх.
Когти на больших пальцах передних конечностей очень хорошо развиты. На подошвах стоп 6 мозолей, они до задних мозолей покрыты частыми буроватыми волосками, которые редеют между мозолями. У самок 5 пар сосков, 3 из которых приходятся на верхнюю часть груди.

## Распространение
Эта полёвка обитает в высокогорьях Тибета на юге Цинхай в Китайской Народной Республике.

## Образ жизни
Об образе жизни этого вида информации мало. Он обитает на влажных лугах в высокогорных лугах на высотах от 3700 до 4800 метров.

## Систематика
Эта полёвка рассматривается как отдельный вид в роде Lasiopodomys, который состоит из трёх видов.

## Природоохранный статус, угрозы и меры охраны
Lasiopodomys fuscus рассматривается Международным союзом охраны природы  (МСОП) как вид, находящийся под наименьшей угрозой исчезновения. Это объясняется относительно большой площадью ареала более 20 000 км2 и предполагаемой высокой плотностью популяции этого вида. Потенциальные риски для существования вида неизвестны. В результате кампаний по истреблению грызунов на высокогорном Тибетском плато плотность популяции, возможно, частично снизилась.